# Kamara, Estland
Kamara är en ort i Estland. Den ligger i Abja kommun och landskapet Viljandimaa, i den södra delen av landet, 150 km söder om huvudstaden Tallinn. Kamara ligger 78 meter över havet och antalet invånare är 273.
Terrängen runt Kamara är mycket platt, och sluttar norrut. Runt Kamara är det glesbefolkat, med 8 invånare per kvadratkilometer. Närmaste större samhälle är Mõisaküla, 3,2 km söder om Kamara. I omgivningarna runt Kamara växer i huvudsak blandskog.